# Hannes Meyer
Vous lisez un « bon article » labellisé en 2019.
Pour les articles homonymes, voir Meyer.
Hannes Meyer, né le 18 novembre 1889 à Bâle et mort le 19 juillet 1954 à Lugano, est un architecte et urbaniste suisse. Il a été directeur du Bauhaus de Dessau de 1928 à 1930, et est considéré comme l'un de ses membres les plus influents. 
Il commence sa carrière à Bâle et à Berlin, avant que le fondateur du Bauhaus, Walter Gropius, ne l'appelle à prendre la direction de l'institution. Pendant son mandat, il conçoit l’école fédérale de la Confédération générale syndicale allemande à Bernau et les immeubles appelés Laubenganghäuser (habitation avec accès par balcon) à Dessau. Très politisé, Hannes Meyer théorise et développe une conception de l'architecture et de l'urbanisme fortement imprégnée par le marxisme. Ses positions politiques entraînent son licenciement de l'école. Il s'exile alors en Union soviétique, puis, quelques années plus tard, au Mexique où il dirige des programmes d’urbanisme. 
Le rôle de Hannes Meyer dans l’histoire du Bauhaus a longtemps été minimisé, en raison de ses convictions marxistes. Il a d'ailleurs été surnommé le « directeur inconnu du Bauhaus ».

## Biographie

### Jeunesse et débuts comme architecte
Hannes Meyer naît le 18 novembre 1889 à Bâle en Suisse. Son père est architecte. Dans sa jeunesse, il suit une formation de maçon et de dessinateur en bâtiment à Bâle. Il travaille ensuite à Berlin chez les architectes Albert Froelich et Johann Emil Schaudt, puis intègre l’école des arts appliqués de la ville. Il suit également des cours du soir à l'Académie agricole sur la réforme agraire et l'économie, dans le but de répondre aux questions sociales et politiques qui commencent à le préoccuper. En 1912-1913, il se rend en Angleterre, à Bath, où il entre en contact avec le mouvement des cités-jardins de Ebenezer Howard, en visitant notamment la Cité-Jardin de Letchworth. Il étudie la construction de logements dans des villages industriels, par exemple à Port Sunlight, également conçu par Howard. Il rentre en Suisse en 1914 et joue un rôle important dans le mouvement coopératif. En 1916, il devient chef de bureau de l'architecte munichois Georg Metzendorf, pour lequel il travaille à la planification du lotissement Krupp Margarethenhöhe à Essen. 

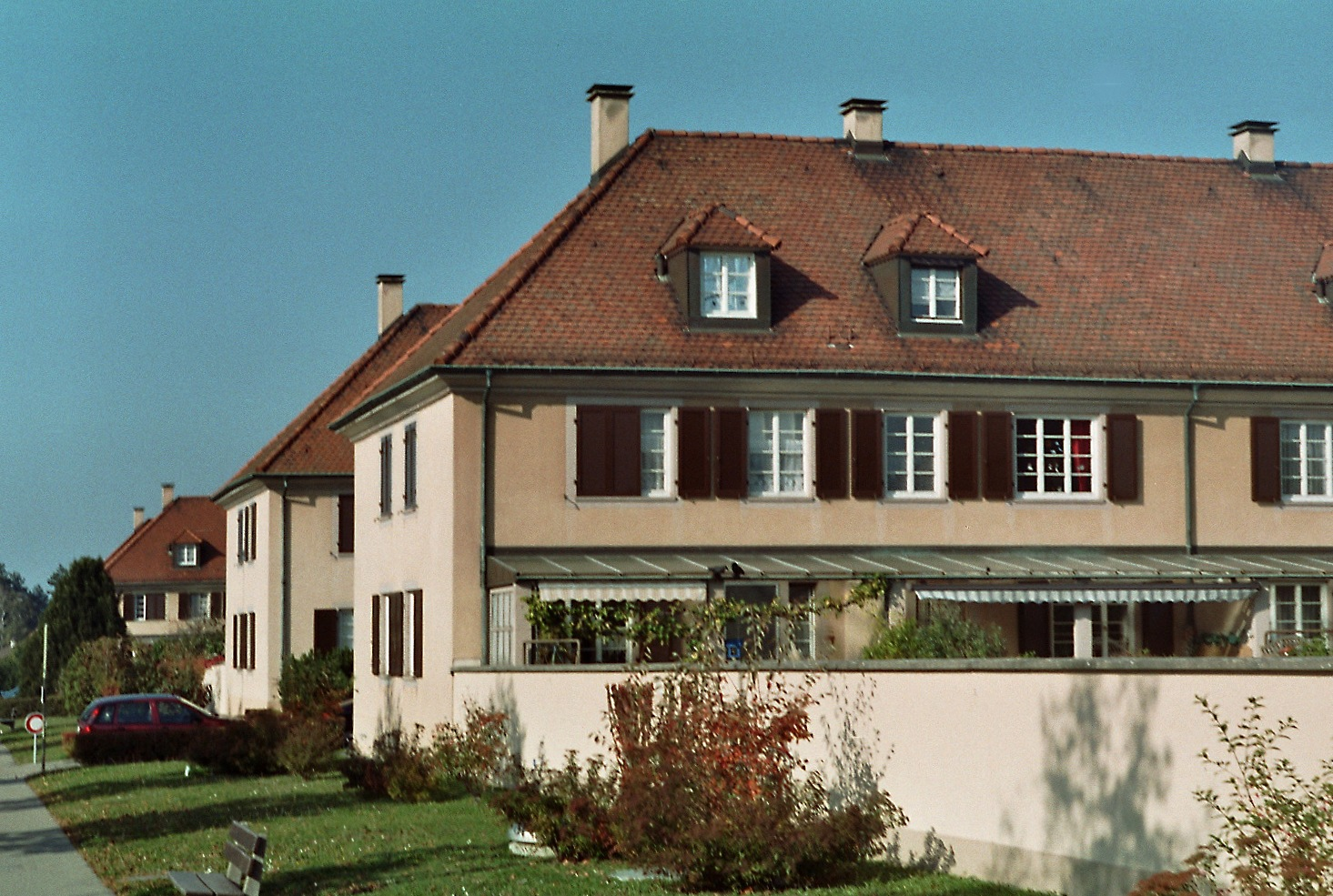
Lotissement Freidorf à Muttenz.

En 1919, Hannes Meyer dirige son bureau d'architecture à Bâle en Suisse. Il se convertit à la pensée marxiste vers cette date. De 1919 à 1921, l'architecte conçoit le lotissement Freidorf à Muttenz dans le canton de Bâle. En 1923, il est cofondateur du magazine d'architecture ABC Beiträge zum Bauen (« ABC Contributions à la construction ») aux côtés, notamment, de Hans Schmidt, Mart Stam et de Lazar Lissitzky, à Zurich. En 1926, Hannes Meyer s’associe avec l'architecte suisse Hans Wittwer (en). Le duo conçoit deux projets de concours : l’école Saint-Pierre (Petersschulhaus) à Bâle et le bâtiment de la Société des Nations à Genève. Ils ne sont pas retenus par les jurys,.

### Directeur du Bauhaus

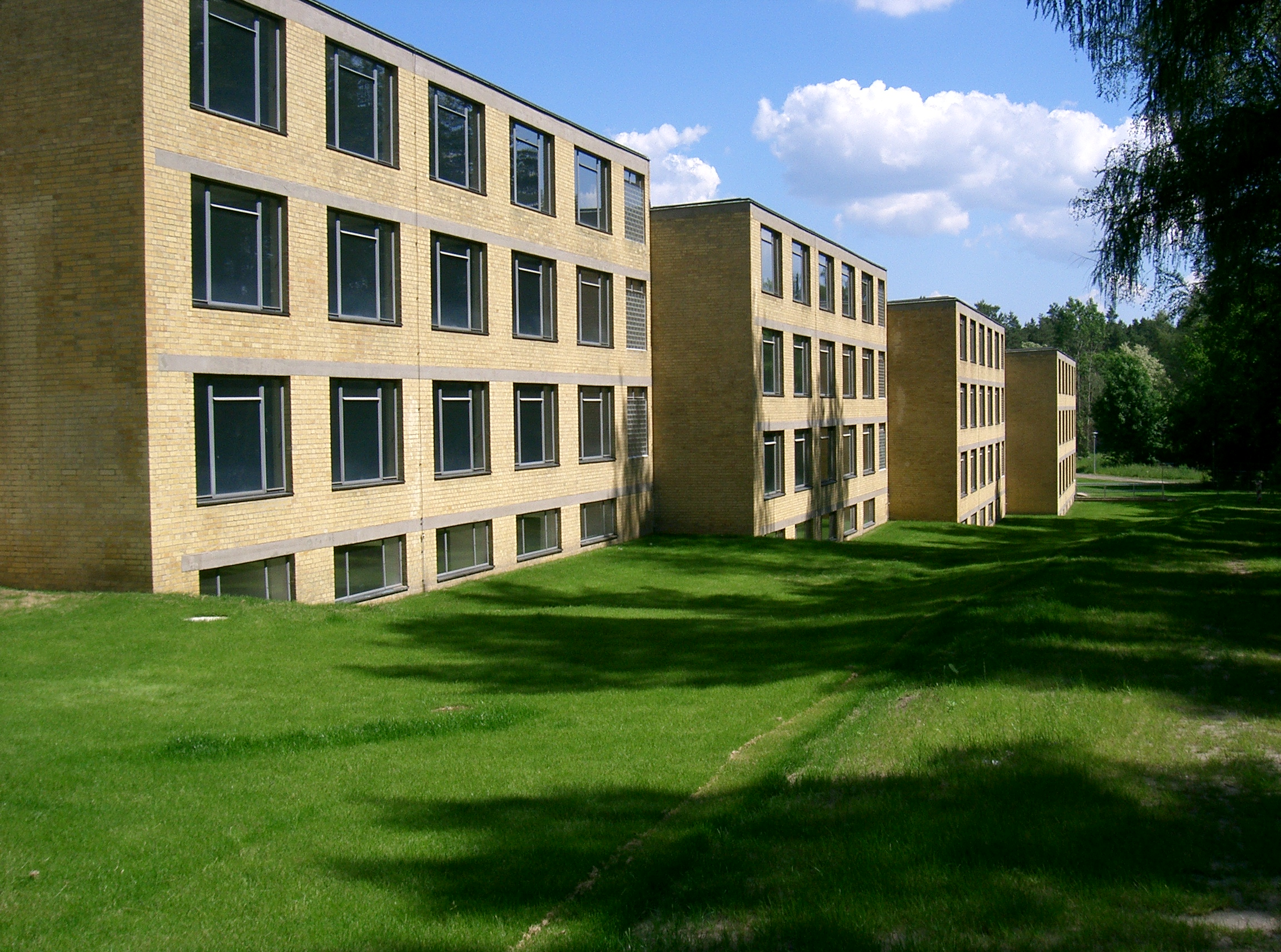
Résidences étudiantes de l’école fédérale de Bernau.

Hannes Meyer rencontre le fondateur et directeur de l’école du Bauhaus, Walter Gropius, en 1926. Celui-ci lui propose le poste de directeur de la section architecture de l’institut l’année suivante. En 1928, il succède à Gropius qui l'a désigné à la direction du Bauhaus. En 1928, en coordination avec le Bureau d’architecture du Bauhaus, il conçoit avec Wittwer l’école fédérale de la Confédération générale syndicale allemande à Bernau. De 1929 à 1930, il agrandit la cité Törten, un lotissement en périphérie de Dessau conçu par Gropius. Il y conçoit une série d’immeubles appelés Laubenganghäuser (habitation avec accès par balcon). 

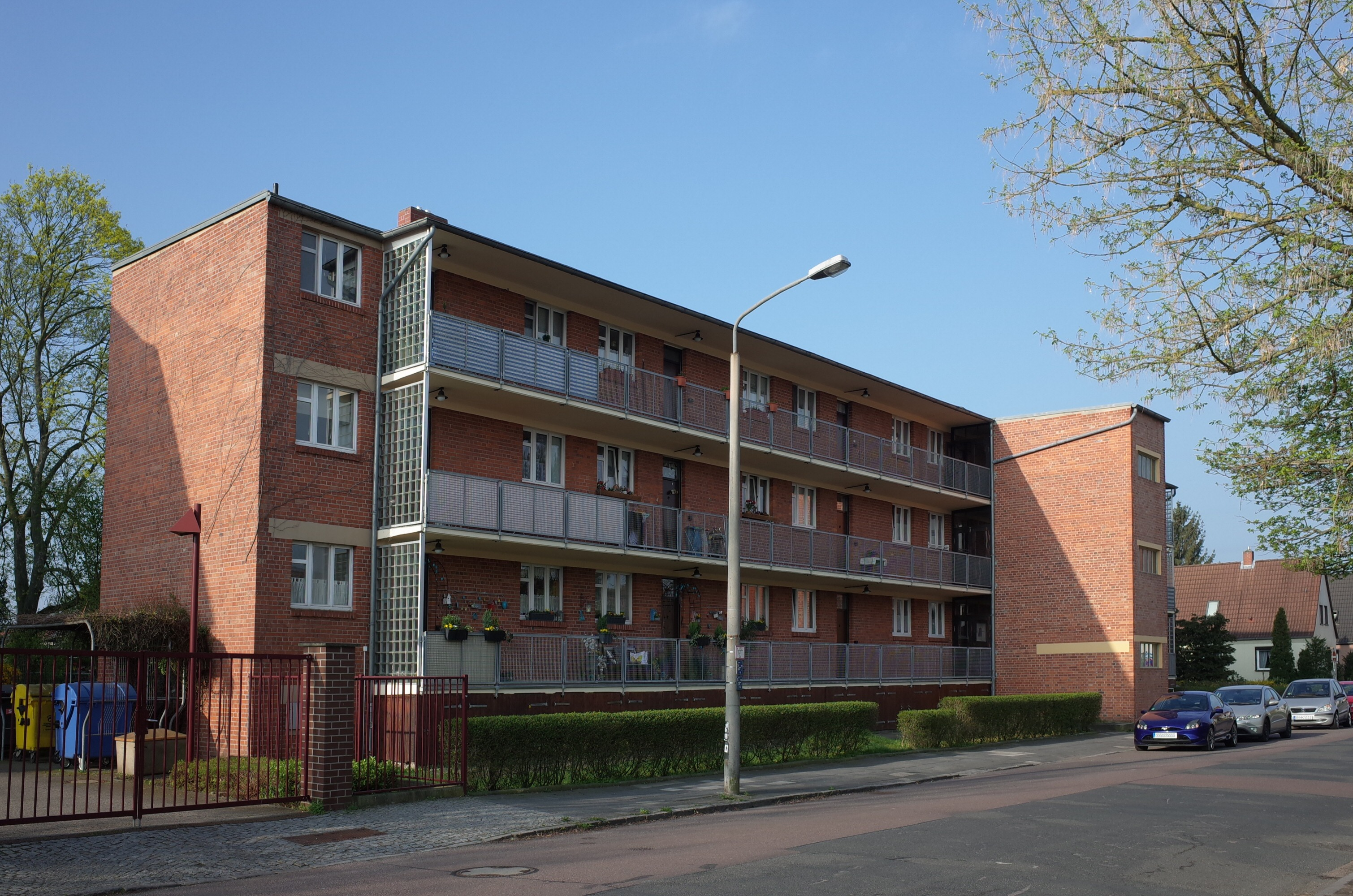
Immeuble Laubenganghäuser, dans la cité Törten, Dessau.

Hannes Meyer donne une nouvelle orientation à l’école. Gropius le charge de créer une section d'architecture, pour permettre aux étudiants d’être formés de façon officielle avec diplôme à la clef, ce qui manquait jusqu’alors au Bauhaus. Il organise la fusion et la disparition de certains ateliers, ce qui lui permet d'installer de nouvelles machines et d'encourager le design industriel. Du côté des méthodes pédagogiques, il énonce son programme comme suit : « La tendance fondamentale de mon enseignement sera fonctionnelle, collectiviste et constructiviste dans le sens de ABC et du monde nouveau ». Il promeut également la standardisation de produits accessibles à toutes les classes sociales. Cette préoccupation se retrouve dans sa devise : « Les besoins du peuple plutôt que les besoins du luxe ». Hannes Meyer désavoue l’esthétique formaliste de son prédécesseur. L’étude des formes et des couleurs est supprimée de l’enseignement. La section d'architecture est influencée par les théories de Ludwig Hilberseimer, nommé directeur de la théorie de la construction et du cours de projection constructive. Cela se caractérise par un urbanisme qualifié de schématique et de mixité sociale faisant se côtoyer les constructions pour « petits bourgeois » et prolétaires comme dans la cité Törten.
Les réformes de Hannes Meyer ne font pas l’unanimité auprès des maîtres et enseignants du Bauhaus et elles entraînent de nombreux départs parmi eux tout en multipliant les frictions avec Gropius, qui n’a rien perdu de son pouvoir sur l’Institut. Enfin, les relations avec le bourgmestre de la ville de Dessau sont plus que tendues. Celui-ci craint la politisation des étudiants encouragée par le directeur du Bauhaus. En 1930, Hannes Meyer affirme publiquement ses positions marxistes, ce qui entraîne son renvoi du Bauhaus. Il est licencié le 1er août par la ville de Dessau pour « machinations communistes ». Ludwig Mies van der Rohe lui succède au poste de directeur.

### Émigrations
À l'automne 1930, Meyer émigre en Union soviétique, en tant que conseiller pour les projets urbains au Giprogor, l'institut soviétique pour le développement urbain et d'investissement, dans le cadre du premier plan quinquennal. Il participe au réaménagement de Moscou et de plusieurs nouvelles villes. Il supervise notamment la construction de la ville de Birobidjan, centre administratif de l'Oblast autonome juif,. À partir de 1931, il est rejoint par sept de ses anciens étudiants du Bauhaus. Le groupe est officieusement connu sous le nom de Rote Bauhausbrigade (la Brigade Rouge du Bauhaus). Il se compose de Konrad Püschel, Béla Scheffler, Philipp Tolziner, Tibor Weiner, René Mensch, Antonin Urban, et Klaus Meumann.
En 1936, Meyer emménage à Genève pendant trois ans, puis émigre à Mexico pour travailler pour le gouvernement mexicain. Il occupe le poste de directeur de l’institut d’urbanisme de 1939 à 1941. Cependant, il se heurte aux nationalistes et ne trouve que peu d’appuis politiques, l’intelligentsia mexicaine étant favorable au courant trotskiste. En 1942, il devient directeur d'Estampa Mexicana, la maison d'édition du Taller de Gráfica Popular (Atelier des arts graphiques populaires). Il regagne la Suisse en 1949. Il meurt à Lugano en 1954, cinq ans après son retour dans son pays natal.

## Analyse et postérité
Durant son mandat de directeur de l’école du Bauhaus, Hannes Meyer est un architecte très controversé, du fait de sa conception marxiste de l’architecture et de l’urbanisme. S'il est populaire auprès des étudiants, le corps enseignant ne l'apprécie guère. Plusieurs maîtres sont en désaccord avec lui et quittent l’école, dont Hans Wittwer et Johan Niegemann.
Hannes Meyer héritera du surnom de « directeur inconnu du Bauhaus ». Ce n'est que rétrospectivement que les critiques lui reconnaissent une forte influence sur le développement du Bauhaus. Ses élèves sont aussi durablement marqués par son directorat et les idées marxistes qu’il véhicule pendant son mandat. Au Mexique, ses travaux et conférences ont inspiré l’approche urbanistique du pays.
En 2017, l'ancienne école ADGB et les immeubles Laubenganghäuser construits par l’architecte sont inscrits au patrimoine mondial de l'UNESCO qui comprenait déjà les sites du Bauhaus de Weimar et Dessau. Le choix de ces constructions est justifié par l’organisation par le fait que ce sont des « contributions importantes aux idées du Bauhaus en matière de conception épurée, de fonctionnalisme et de réforme sociale ».

## Réalisations
- 1919 - 1921 : lotissement de Freidorf à Muttenz ;
- 1928 - 1930 : école fédérale de la Confédération générale syndicale allemande à Bernau ;
- 1929 - 1930 : immeuble Laubenganghäuser, cité Törten à Dessau.

#### Centrée
- (en) K. Michael Hays, Modernism and the Posthumanist Subject : The Architecture of Hannes Meyer and Ludwig Hilberseimer, MIT Press, 1995, 336 p. (ISBN 9780262581417).
- (it) Andrea Maglio, Hannes Meyer : un razionalista in esilio : architettura, urbanistica e politica, vol. 5 : Storia dell'architettura e della città, FrancoAngeli, 2002, 192 p. (ISBN 9788846433473).
- (en) Werner Möller, Raquel Franklin et Tim Leik, The Co-op Principle : Hannes Meyer and the Concept of Collective Design, Spector Books, 2015, 96 p. (ISBN 9783959050104).
- (en) Claude Schnaidt, Hannes Meyer : buildings, projects and writings, Niggli, 1965, 123 p..

#### Généraliste
- Magdalena Droste (trad. Sara D. Claudel), Bauhaus : 1919-1933 - réforme et avant-garde, Hong Kong, Cologne et Paris, Taschen, coll. « Petite collection », 2006, 96 p. (ISBN 978-3-8365-6013-9).
- Michael Siebenbrodt et Lutz Schöbe, Bauhaus, Parkstone International, 2017, 256 p. (ISBN 9781780428710).